# Lysionotus chingii
Lysionotus chingii är en tvåhjärtbladig växtart som beskrevs av Woon Young Chun och Wen Tsai Wang. Lysionotus chingii ingår i släktet Lysionotus och familjen Gesneriaceae. Inga underarter finns listade i Catalogue of Life.